# Streifenschakal
Der Streifenschakal (Lupulella adusta, Synonym: Canis adustus) ist ein Wildhund aus der Gattung der Afrikanischen Schakale (Lupulella), welcher in weiten Bereichen Afrikas zu finden ist.

## Merkmale
Der Streifenschakal ist ein mittelgroßer Wildhund mit einer Schulterhöhe von ungefähr 45 Zentimetern, einer Kopfrumpflänge von etwa 65 Zentimetern und einem Gewicht von normalerweise acht bis zwölf Kilogramm. Männchen und Weibchen sind praktisch gleich groß, doch wiegen die Männchen im Durchschnitt etwas mehr als die Weibchen. Das Fell, mit bräunlichgrauer Grundfärbung, weist an den Flanken einen mehr oder weniger stark ausgeprägten schrägen, hellen Streifen auf.

## Verbreitung und Lebensraum

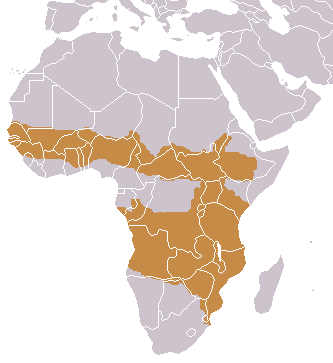
Verbreitungsgebiet des Streifenschakals

Verbreitet ist der Streifenschakal ausschließlich in Afrika südlich der Sahara. Dabei kommt er von der westafrikanischen Küste in Guinea und dem Senegal über Zentralafrika bis zum Sudan und Äthiopien in Ostafrika und von dort aus südlich bis Namibia, Botswana und Südafrika vor. Im nordöstlichen Teil überlappt das Gebiet mit dem Verbreitungsgebiet des Afrikanischen Goldwolfs, im Osten und Süden mit dem des Schabrackenschakals.
Der Streifenschakal lebt in zahlreichen, sehr verschiedenen Habitaten. Er meidet die offene Savanne und trockene Wüstengebiete und hält sich meist in gehölzreichen, allerdings nicht in reich bewaldeten Gebieten auf. Die bevorzugten Gebiete umfassen neben Waldgebieten vor allem Busch- und Grasland sowie Agrarflächen und Feuchtgebiete; auch in der direkten Nachbarschaft menschlicher Behausungen und Ortschaften kommt er vor. Im östlichen Afrika ist er in Bergregionen bis in Höhen von ca. 2700 m zu finden.
In Gebieten, in denen neben dem Streifenschakal weitere Arten wie der Schabrackenschakal (Lupulella mesomelas) oder der Afrikanische Goldwolf (Canis lupaster) vorkommen, werden die vorhandenen Habitate zwischen den Arten aufgeteilt. So nutzt der Streifenschakal in diesen Gebieten vor allem die Habitate mit dichterer Vegetation. Im westlichen Simbabwe kam es zu aggressiven Auseinandersetzungen, bei denen der Schabrackenschakal den Streifenschakal aus den Graslandgebieten verdrängte.

## Lebensweise

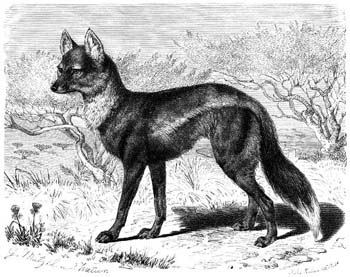
Streifenschakal (Brehm, 1890)

Die Streifenschakale gehen Paarbeziehungen ein, die bis zum Tod eines Partners bestehen. Jedes Paar verteidigt sein Territorium gegen Artgenossen. Die Tiere sind nachtaktiv und gehen nicht paarweise, sondern einzeln auf Jagd. Pro Nacht legen sie durchschnittlich eine Strecke von 15 bis 20 Kilometern zurück.
Die Nahrung der Tiere besteht größtenteils aus pflanzlichen Stoffen und nicht aus Fleisch. Zwar frisst der Streifenschakal auch Fleisch, aber nicht vorwiegend. Vier Fruchtarten frisst der Schakal besonders häufig: die Mobola-Pflaume (Parinari curatellifolia), die Schokoladenbeere (Vitex payos), die Natal-Feige (Ficus natalensis) und die Wasserbeere (Syzygium guineense). Trotzdem sind die Schakale beim Erlegen von kleinen Säugetieren, bis zur Größe eines Hasen, sehr geschickt. Auch Insekten werden gefressen. Zu einem geringen Anteil sind die Schakale auch Aasfresser.
Die Paarungen finden gewöhnlich in den Monaten Juli bis September, also im südlichen Vorfrühling, statt. Nach einer Tragzeit, die mit ungefähr zwei Monaten ähnlich lang dauert wie beim Haushund, bringt das Weibchen einen Wurf von zumeist vier bis sechs Welpen in einem Erdferkelbau zur Welt. Beide Elternteile kümmern sich um die Jungen und betreuen sie mindestens elf Monate lang. Streifenschakale können bis zu zwölf Jahre alt werden.

## Evolution und Systematik
Der Streifenschakal wird seit einigen Jahren der Gattung der Afrikanischen Schakale (Lupulella) zugeordnet, die aus zwei Arten besteht. Die wissenschaftliche Erstbeschreibung erfolgte 1847 durch den schwedischen Naturforscher Karl Jakob Sundevall. Er ordnete die Art in die Gattung Canis ein und bezeichnete sie entsprechend als Canis adustus. In der Gattung der Wolfs- und Schakalartigen (Canis) finden sich weitere als Schakale bezeichnete Arten, die mit den Afrikanischen Schakalen nicht näher verwandt sind.
Im Rahmen der Vorstellung der Genomsequenz des Haushundes wurde von Lindblad-Toh et al. 2005 eine phylogenetische Analyse der Hunde (Canidae) veröffentlicht. Im Rahmen dieser Darstellung wurde auf der Basis molekularbiologischer Daten die Monophylie der Gattung Canis angezweifelt. Demnach stellen der Streifenschakal und der Schabrackenschakal Schwesterarten dar, die als basalste Arten allen anderen Vertretern der Gattung sowie zusätzlich dem Rothund (Cuon alpinus) und dem Afrikanischen Wildhund (Lycaon pictus) gegenübergestellt werden. Diese beiden Arten müssten entsprechend in die Gattung Canis aufgenommen werden, damit sie als monophyletische Gattung Bestand hat. Auch Zrzavý und Řičánková 2004 kamen zu diesem Ergebnis und schlugen die Abtrennung der beiden Schakale von der Gattung Canis vor; ihrem Vorschlag folgend sollte der Streifenschakal der monotypischen Gattung Schaeffia als Schaeffia adusta und der Schabrackenschakal der Gattung Lupulella als Lupulella mesomelas eingeordnet werden. Die Canid Specialist Group der IUCN sprach sich auf einem im Mai 2019 veranstalteten Kongress dafür aus sowohl den Schabrackenschakal als auch den Streifenschakal in die Gattung Lupulella zu stellen.
Innerhalb der Art werden nach Wilson & Reeder 2005 insgesamt sechs Unterarten unterschieden.

## Bedrohung und Schutz
Die Art wird von der International Union for Conservation of Nature and Natural Resources (IUCN) aufgrund der Bestandsgröße und des großen Verbreitungsgebietes als nicht gefährdet (least concern) eingestuft. Innerhalb ihrer Verbreitungsgebiete ist der Schabrackenschakal relativ häufig. Schätzungen der Bestandsgröße gehen von etwa drei Millionen Tieren aus, die Population wird als stabil eingeschätzt. Der Schakal ist sehr anpassungsfähig und in der Lage, auch im Bereich von menschlichen Siedlungen zu leben, eine Bedrohung der Art wird nur bei extremer Lebensraumveränderung oder Ausbreitung von Seuchen angenommen.

## Belege
1. 1 2 3 4 5 6  Canis adustus in der Roten Liste gefährdeter Arten der IUCN 2011. Eingestellt von: R.P.D. Atkinson, A.J. Loveridge, 2008. Abgerufen am 31. Mai 2012.
2. ↑  Canis mesomelas in der Roten Liste gefährdeter Arten der IUCN 2011.2. Eingestellt von: A.J. Loveridge, J.A.J. Nel, 2008. Abgerufen am 20. Mai 2012.
3. ↑  Klaus-Peter Koepfli, John Pollinger, Raquel Godinho, Jacqueline Robinson, Amanda Lea, Sarah Hendricks, Rena M. Schweizer, Olaf Thalmann, Pedro Silva, Zhenxin Fan, Andrey A. Yurchenko, Pavel Dobrynin, Alexey Makunin, James A. Cahill, Beth Shapiro, Francisco Álvares, José C. Brito, Eli Geffen, Jennifer A. Leonard, Kristofer M. Helgen, Warren E. Johnson, Stephen J. O’Brien, Blaire Van Valkenburgh, Robert K. Wayne: Genome-wide Evidence Reveals that African and Eurasian Golden Jackals Are Distinct Species. In: Current Biology. 2015, doi:10.1016/j.cub.2015.06.060.
4. ↑  Kerstin Lindblad-Toh et al.: Genome sequence, comparative analysis and haplotype structure of the domestic dog. Nature 438, Dezember 2005; Seite 803–819. (Abstract).
5. ↑  Jan Zrzavý, Věra Řičánková: Phylogeny of Recent Canidae (Mammalia, Carnivora): Relative Reliability and Utility of Morphological and Molecular Datasets. In: Zoologica Scripta Band 33, Nr. 4, Juli 2004, S. 311–333, doi:10.1111/j.0300-3256.2004.00152.x.
6. ↑  Francisco Alvares, Wieslaw Bogdanowicz, Liz A.D. Campbell, Raquel Godinho, Jennifer Hatlauf, Yadvendradev V. Jhala, Andrew C. Kitchener, Klaus-Peter Koepfli, Miha Krofel, Helen Senn, Claudio Sillero-Zubiri, Suvi Viranta und Geraldine Werhahn: Old World Canis spp. with taxonomic ambiguity: Workshop conclusions and recommendations. Vairão, Portugal, 28th-30thMay 2019, IUCN/SSC Canid Specialist Group, PDF
7. ↑  Don E. Wilson & DeeAnn M. Reeder (Hrsg.): Canis adustus (Memento vom 5. März 2016 im Internet Archive) in Mammal Species of the World. A Taxonomic and Geographic Reference (3rd ed).